# 9863 Рейхардт
9863 Рейхардт (9863 Reichardt) — астероїд головного поясу, відкритий 13 вересня 1991 року.
Тіссеранів параметр щодо Юпітера — 3,624.